# Erik van der Wurff

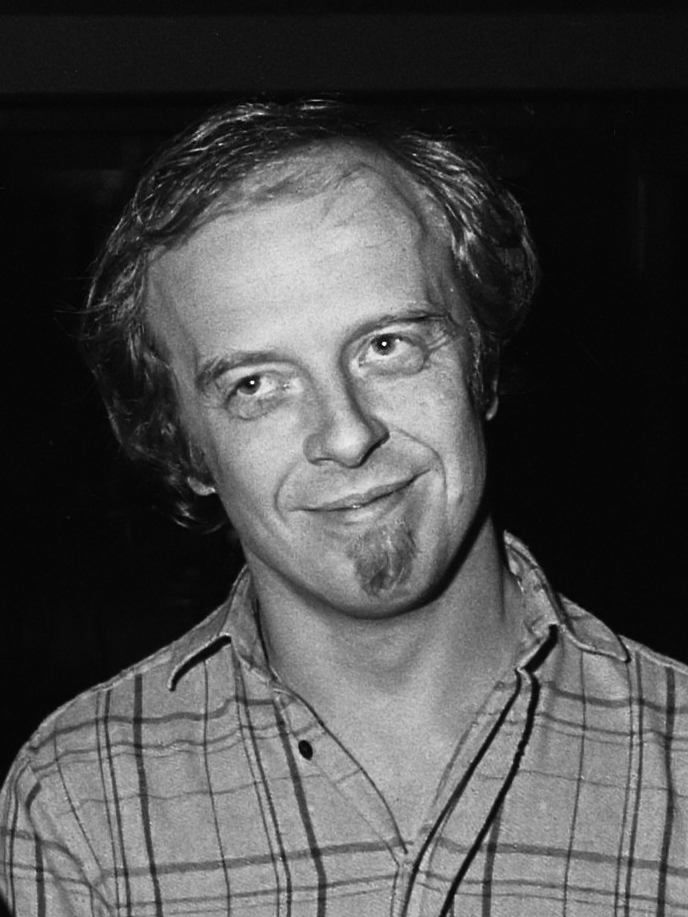
Van der Wurff (1979)

Erik van der Wurff (* 9. Juli 1945 in De Bilt; † 22. September 2014 ebenda) war ein niederländischer Komponist, Pianist, Produzent, Dirigent und Arrangeur.

## Leben
Van der Wurff studierte Klavier, Kontrabass und Querflöte am Konservatorium Utrecht. Hier lernte er Herman van Veen kennen und gründete mit ihm die Kabarettgruppe Cabaret Chantant Harlekijn. Mit van Veen arbeitete van der Wurff mehr als 50 Jahre zusammen. Er trat auf vielen internationalen Podien mit ihm auf, unter anderem mehr als 350 Mal im Koninklijk Theater Carré in Amsterdam, im Hamburger Schauspielhaus, der Berliner Philharmonie, dem Wiener Konzerthaus, in der Queen’s Hall in London, der Carnegie Hall sowie der Alice Tulley Hall in New York.
Neben der gemeinsamen Arbeit mit van Veen, bei der er als Komponist, Musiker, Dirigent in Fernsehproduktionen, Theatershows und großen Konzerten agierte, arbeitete Erik van der Wurff mit John Denver, Toots Thielemans, Robert Long, Danny de Munk, Ramses Shaffy und vielen weiteren namhaften niederländischen Künstlern sowie mit internationalen Orchestern wie dem American Symphony Orchestra zusammen. Er schrieb zahlreiche Filmmusiken, Chansons, Musicals und symphonische Werke, die in Ländern wie Belgien, den Niederlanden, Deutschland und in den USA erfolgreich aufgeführt wurden.
Van der Wurff komponierte zudem Musik für internationale Fernsehserien, zum Beispiel für die Kinderserien Alfred J. Kwak und Janoschs Traumstunden, wirkte mit an Produktionen des Residentie Orkest (Den Haag), dem Noord Hollands Filharmonisch Orkest (Haarlem), dem Orkest van het Oosten (Enschede), dem Radio Filharmonisch Orkest (Hilversum), dem BRT Filharmonisch Orkest (Brüssel) und der Deutschen Oper am Rhein (Duisburg/Düsseldorf). Van der Wurff war darüber hinaus ein gefragter Arrangeur.
Von den Produktionen, an denen er mitwirkte, wurden mehr als 15 mit einem Edison ausgezeichnet. Er erhielt 1978 den Louis-David-Preis für das beste Lied des Jahres, empfing den Goldenen Hund (Gouden Hond) von EMI, wurde für sein Gesamtwerk 1990 mit der Gouden Harp ausgezeichnet, für das Musical De wereld van Mathijs bekam er das Goldene Herz (Gouden Hart) der Stadt Rotterdam. Außerdem war er Träger des Kunst- und Kulturpreises der Gemeinde De Bilt.
Bei Erik van der Wurff wurde 2006 eine Leukämieerkrankung diagnostiziert. Am 22. September 2014 starb er im Alter von 69 Jahren an den Folgen der Krankheit.

## Diskografie
- 1976: Heimwee naar de herfst
- 1979: Maandagmorgen
- 1979: Uit elkaar
- 1982: Van de koele meren des doods
- 1989: Erik van der Wurff
- 2001: Wat je zingt dat ben je zelf (mit Gerard Cox)
- 2005: Sadhana

## Auszeichnungen
- 1978: Louis-David-Preis
- Gouden Hond (Goldener Hund) von EMI
- Gouden Harp (Goldene Harfe)
- Gouden Hart (Goldenes Herz)
- 2009: Ritter des Orden vom Niederländischen Löwen
- Edison (für 15 Produktionen)